# Vijfde Lateraans Concilie

Bulla monitorii et declarationis

Het Vijfde Lateraans Concilie (1512 - 1517) te Rome werd samengeroepen door paus Julius II en door paus Leo X bekrachtigd.
De behandelde onderwerpen waren de behoefte aan hervormingen van het kerkelijk bestuur, het ontstaan van een atheïstische filosofie, de wrijvingen tussen de bisschoppen en de kloosterorden. Men was ook niet gelukkig met het door koning Lodewijk XII van Frankrijk in 1511 bijeengeroepen concilie in Pisa.
Dit concilie veroordeelde de filosofie van Averroes (1126-1198). Het Concilie van Pisa (1511) werd ongeldig verklaard. De rechten van de bisschoppen werden omschreven.
Er werden verbeterde decreten afgekondigd. Het concilie was het laatste voor een verenigd Westers Christendom. Kort nadien zou de reformatie aan de oppervlakte komen. De wrijvingen en ontevredenheden die uiteindelijk tot de reformatie zouden leiden en reeds diepgaand binnen Kerk en maatschappij aanwezig waren, werden door het Concilie niet erkend, noch aangepakt. In dat opzicht wordt het concilie gezien als een gemiste kans om de reformatie te vermijden, dan wel een deel van de voedingsbodem weg te nemen. 

Cristoforo Marcello, In quarta Lateranensis Concilii sessione habita oratio, 1513